# Danse Macabre (Band)
Danse Macabre war eine belgische Dark-Rock-Band, die heute unter dem Namen Satyrian firmiert.

## Bandgeschichte
Gunther Theys von Ancient Rites gründete Danse Macabre mit Sotiris Vayenas (Septic Flesh) und George Zaharopoulos (Necromantia und damals Rotting Christ). Das 2-Track-Demo wurde jedoch nie veröffentlicht. Kurz danach zerbrach das Projekt.
1997 hatte Theys ein neues, internationales Line-up gefunden. Mit Unterstützung von Jan Yrlund, seines Bandkollegen bei Ancient Rites, Miloš Marićević (Bass), Arik Politi (Keyboards), Merijn Mol und Sängerin Kemi Vita wurde das Debütalbum Totentanz eingespielt, das 1998 von Mascot Records veröffentlicht wurde. Als Bonus befanden sich die beiden Tracks der früheren Besetzung auf dem Album.
2000 wechselte Danse Macabre zu Hammerheart Records. Das zweite Album Eva entstand unter Mitwirkung zahlreicher Gastmusiker. So wurden die Klavierstücke von Oliver Philips (Everon) eingespielt. Als Gastsängerinnen beteiligten sich Judith „Ciara“ Stüber und Antoinette Legel am Album. Musikalisch bewegt man sich in der Schnittmenge von Electro, Gothic Rock und Metal mit deutlichen Anleihen bei The Sisters of Mercy. Das Album erhielt in Deutschland sehr wohlwollende Kritiken.
Die EP Matters of the Heart, letzte Veröffentlichung der Gruppe, beinhaltete mehrere Remixe älterer Lieder und ein Video zum Lied Danse Macabre. Theys ist auf dem Album nicht mehr zu hören. Stattdessen sang Roman Schönsee (von Pyogenesis) die Lieder neu ein. 
Die verbliebenen Bandmitglieder Kemi Vita, Judith Stüber, Roman Schönsee, Jan Yrlund, Miloš Marićević, Merijn Mol und Oliver Philips zogen in die Niederlande und benannten sich 2004 in Satyrian um.

## Diskografie
- 1998: Totentanz (Album, Mascot Records)
- 2001: Eva (Album, Hammerheart Records)
- 2002: Matters of the Heart (EP, Hammerheart Records)